# ミライアル
ミライアル株式会社（英: Miraial CO., LTD.）は、東京都豊島区に本社を置くプラスチック成形メーカーである。なお、鹿児島市に本社を置いていたMiraiaL株式会社とは、一切関係ない。

## 特色
半導体材料のシリコンウエハ容器メーカー。大口径300ミリメートルウエハ搬送容器で世界首位。

## 沿革
- 1968年（昭和43年） - 高機能プラスチック製品の製造および販売を目的として株式会社柿崎製作所を設立。
- 2002年（平成14年） - オプテクを子会社化。
- 2003年（平成15年） - ミライアル株式会社へ商号変更。
- 2005年（平成17年） - ジャスダックに株式を上場（2012年1月28日上場廃止）。
- 2006年（平成18年） - 山城精機製作所を子会社化。
- 2011年（平成23年）11月18日 - 東京証券取引所2部に株式を上場。
- 2012年（平成24年）11月19日 - 東京証券取引所1部へ指定替え。
- 2014年（平成26年）5月 - 販売強化のため、滋賀県大津市に関西営業所を再開。
- 2016年（平成28年）4月 - 東京都港区に不動産取得、不動産賃貸等事業開始。
- 2017年（平成29年）11月 - 東京都港区に不動産取得、不動産賃貸等事業開始。
- 2018年（平成30）5月 - 関西営業所を大阪府茨木市へ移転。

## 製品
- シリコンウエハ容器

## 事業所
- 本社 - 東京都豊島区東池袋
- 熊本事業所 - 熊本県菊池市泗水町住吉
- 住吉工場 - 熊本県菊池市泗水町住吉
- 富の原工場 - 熊本県菊池市泗水町吉富

## 関連会社
- （株）山城精機製作所